# 迪诺·巴尔索蒂
迪诺·巴尔索蒂（義大利語：Dino Barsotti，1903年1月1日—1985年6月12日），意大利男子赛艇运动员。他曾代表意大利参加1932年和1936年夏季奥林匹克运动会赛艇比赛，获得两枚八人单桨有舵手银牌。